# Ryans Tochter
Ryans Tochter ist ein britisches Liebesdrama von Regisseur David Lean, gedreht im Jahr 1969 auf der Dingle-Halbinsel in Irland. Der Film ist eine lose Adaption von Gustave Flauberts „Madame Bovary“ und erzählt vor dem Hintergrund des irischen Aufstandes von 1916 (Osteraufstand) die Geschichte der Rosy Ryan aus dem (fiktiven) Dorf Kirrary im Südwesten Irlands.
Nach Die Brücke am Kwai, Lawrence von Arabien und Doktor Schiwago war Ryans Tochter das vierte Epos von David Lean. Der Film gewann zwar zwei Oscars, wurde aber von vielen Kritikern negativ aufgenommen und war auch an den Kinokassen nicht so erfolgreich wie die vorangegangenen Werke. Unter anderem aufgrund der negativen Rezeption dauerte es 14 Jahre, bis Lean wieder bei einem Spielfilm die Regie führen sollte.

## Handlung
Im Jahr 1916 in dem unter britischer Herrschaft stehenden Irland: Rosy ist als Tochter des Kneipenwirts Thomas Ryan in dem irischen Dorf Kirrary aufgewachsen, wo Arbeitslosigkeit und Armut herrschen. Die inzwischen erwachsene Rosy ist in ihren ehemaligen Lehrer Charles Shaughnessy vernarrt. Der ruhige Witwer mittleren Alters sticht mit seiner Sanftmütigkeit und Bildung für sie unter den übrigen Männern des Dorfes heraus. Sie verspricht sich von ihm, einem Beethoven-Verehrer, der aus dem aufständischen Dublin zurückgekehrt ist, die Befreiung aus der geistigen Enge des Dorfes. Charles warnt sie jedoch vor überspannten Erwartungen und fürchtet die Auswirkungen des Altersunterschiedes, fühlt sich aber zugleich durch die Bewunderung der jungen Frau angezogen. Schon nach kurzer Zeit macht sich Ernüchterung breit. Seine Zuneigung und Verlässlichkeit wiegen ihr Verlangen nach stürmischer Liebe und ausgelebter Sexualität nicht auf.
Zwei Ereignisse verändern das Leben des Ehepaares: Die Ankunft Tim O’Learys, eines Offiziers der irischen Untergrundbewegung, und die Randolph Doryans, des neuen Befehlshabers der englischen Garnison. O’Leary besucht heimlich die Gegend (er tötet einen Polizisten, der ihn erkannt hat), um eine Waffenlieferung der Deutschen in Empfang zu nehmen – die Waffen sollen an einem abgelegenen Küstenabschnitt angelandet werden. Major Doryan leidet unter einem Kriegstrauma und hat ein hinkendes Bein. Er kommt von der Front in Frankreich, um sich auf einem ruhigen Posten im scheinbar ruhigen Südwesten Irlands auszukurieren. Doch so entspannt ist die Lage in Irland nicht mehr, nach dem Osteraufstand 1916 brodelt in der Bevölkerung der Wunsch nach Freiheit.
Rosy trifft Randolph Doryan im Pub ihres Vaters. Die Melancholie des schönen und zurückhaltenden, zugleich hilfsbedürftigen und geistig oft abwesenden Offiziers entflammen Rosy. Auch Randolph schöpft durch sie etwas neuen Lebensmut. Die beiden verlieben sich ineinander und beginnen eine intensive Affäre. Charles ahnt die Untreue seiner Ehefrau schon früh, bleibt aber zurückhaltend und hofft auf ein langsames Ausglühen der Affäre. Der Dorftrottel Michael kommt hinter die Beziehung von Rosy und Major Doryan, die er den anderen Dorfbewohnern – die den Sonderling sonst immer ausgegrenzt haben – pantomimisch darstellt. Daraufhin ist Rosys Ansehen im Dorf ruiniert.

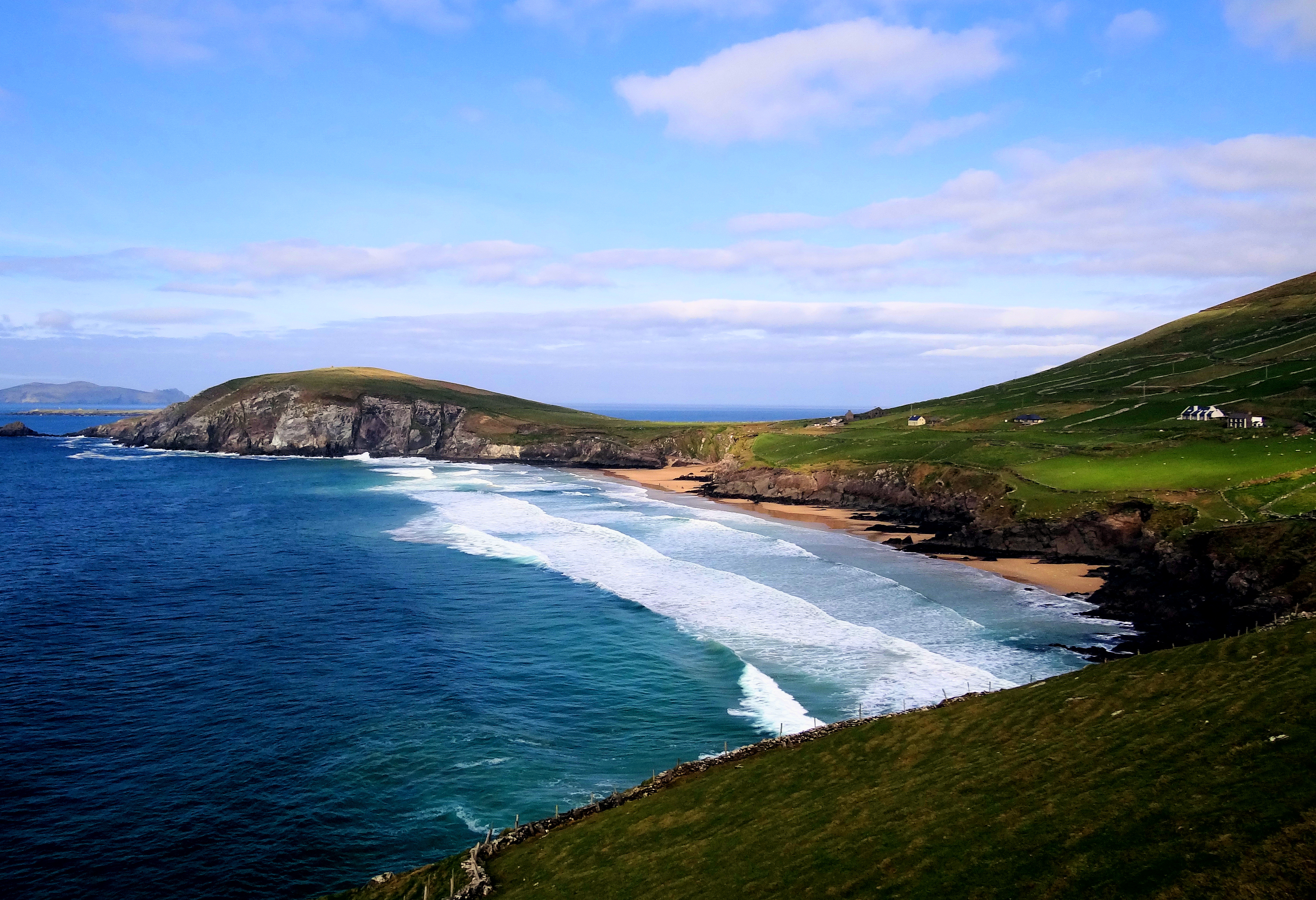
Dunmore Head und Slea Head dienten als Drehorte

Thomas Ryan rühmt sich seiner Beziehung zum Untergrund und zu O’Leary, der ihn beim Wort nimmt und ihn auffordert, den Insurgenten dabei zu helfen, die deutsche Waffenlieferung aus dem Meer zu bergen; diese droht in einem Sturm unterzugehen. Er soll auf Befehl von O’Leary die Telefonverbindung zur englischen Garnison kappen, arbeitet aber insgeheim schon seit Längerem als bezahlter Informant der Engländer. Nach kurzem Zögern verrät er die Anwesenheit der Insurgenten an Doryans Garnison. Ein guter Teil der Waffenlieferungen, zu der Gewehre, Munition, Handgranaten und Dynamit gehören, kann mit vereinten Kräften der Dorfbewohner gerettet werden, wobei sich Thomas Ryan besonders mutig hervortut.
Euphorisch werden O’Leary und seine Männer verabschiedet, doch hinter der nächsten Kurve verhindern die Besatzungssoldaten den Abtransport der geschmuggelten Waffen. O’Leary versucht zu fliehen, wird aber von Randolph angeschossen und verhaftet. Randolph bricht nach seinem Schuss aufgrund einer Rückkehr seiner Kriegserinnerungen zusammen, als Rosy ihm zu Hilfe eilen will, wird die Affäre für alle Dorfbewohner wie auch Charles offenkundig. Charles hält zu seiner Frau, doch als sie in der nächsten Nacht das Bett verlässt, um zu Doryan zu gehen, verlässt er das Haus. Als er einen Tag nicht zurückkehrt, sucht und findet der Dorfpfarrer Collins ihn am Meer. Charles wollte in Abgeschiedenheit über die Konsequenzen nachdenken. Er zieht den Schluss, dass er und Rosy gemeinsam das Dorf verlassen, ihr Erspartes aufteilen und sich dann trennen.
Die meisten Dorfbewohner vermuten, dass die Bergung des Kriegsmaterials verraten wurde, und verdächtigen nicht Thomas Ryan, sondern seine Tochter aufgrund ihrer Affäre zu Major Doryan. Die Wut des Dorfes richtet sich gegen die vermeintliche Verräterin. Eine aufgebrachte Menge misshandelt Rosy, ihr werden die Kleider heruntergerissen und die Haare abgeschnitten; Charles wird gewaltsam daran gehindert, seiner Frau beizustehen. Rosys Vater hat Angst, sich zu dem Verrat zu bekennen, und flüchtet vom Ort des Geschehens. Das Einschreiten von Pfarrer Collins, dessen Wort im Dorf Gewicht hat, verhindert Schlimmeres.
Randolph weiß, dass er durch sein Verhalten die gesellschaftliche Stellung der Geliebten ruiniert hat. Schuldgefühle und nervliche Zerrüttung, die Abneigung des Dorfes und vielleicht seine Zweifel am Sinn des Besatzungsregimes treiben ihn in den Suizid; er tötet sich mit dem geschmuggelten Dynamit, das ihm Collins’ Schützling Michael gezeigt hat. Rosy und Charles verlassen das Dorf, verfolgt von der Häme und dem Hass seiner Bewohner. Nur Collins und Michael begleiten sie zur Bushaltestelle. Collins ahnt, dass sich das Ehepaar in Dublin trennen will, und gibt Charles als Abschiedsgeschenk den Zweifel daran auf den Weg, ob die Trennung von Rosy für beide das Beste sei.

## Dreharbeiten

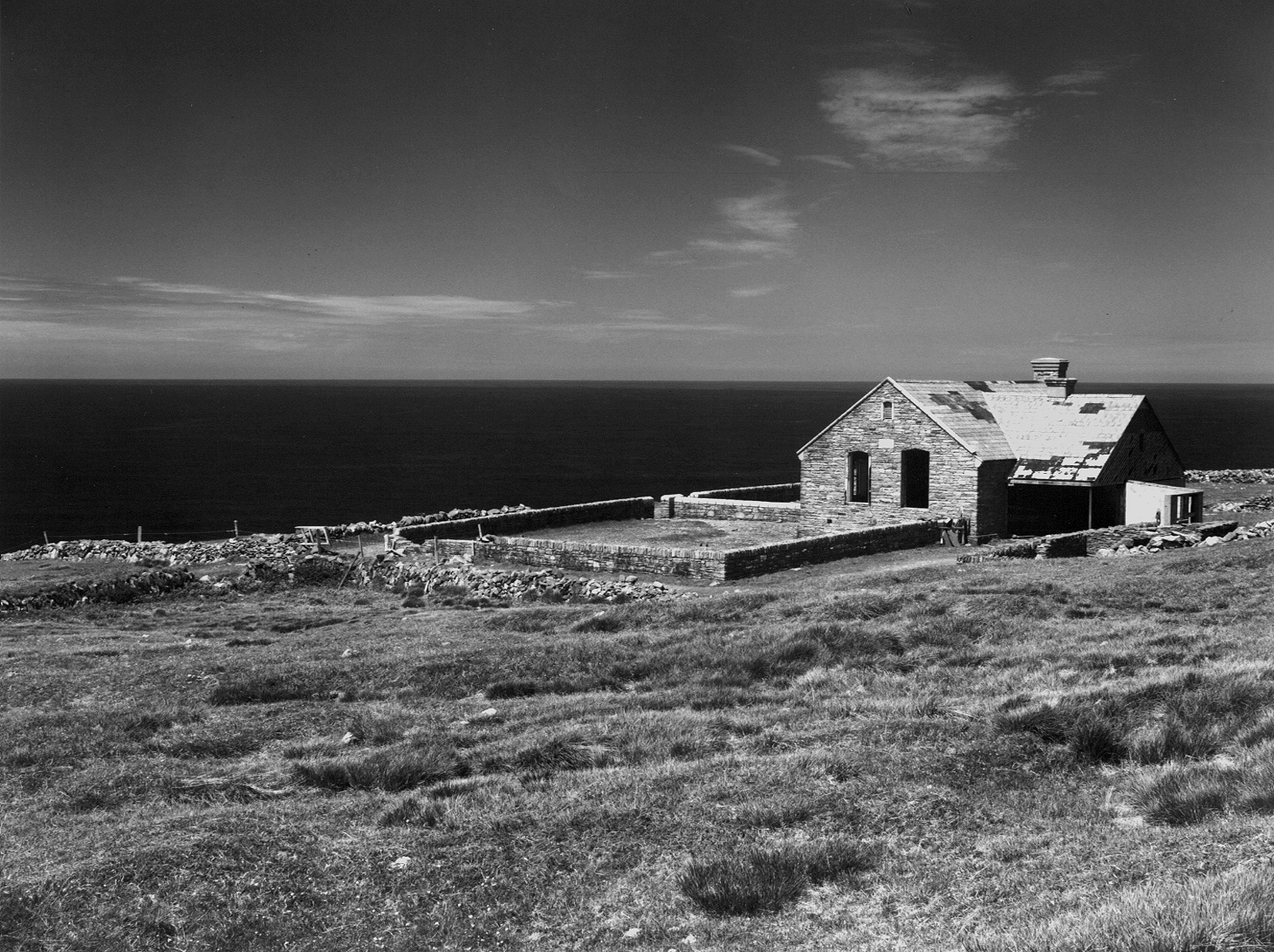
Das Schulhaus aus Ryans Tochter im Jahr 1986

Das fiktive Dorf „Kirray“ wurde von ortsansässigen Handwerkern in Massivbauweise erstellt. Am Ende der 52 Wochen dauernden Dreharbeiten wollte die Produktionsfirma Faraway Pictures die Gebäude dem Tourismusverband vom damals sehr armen Dingle überlassen, um mit Besichtigungen Geld erwirtschaften zu können. Wegen Überschneidungen von Grundstücksgrenzen konnte mit den Anwohnern keine Einigung erzielt werden und so wurden die Häuser abgerissen. Lediglich die Dorfstraße und das Schulhaus sind als Ruine erhalten geblieben. Aufgrund des schlechten Wetters in Dingle gegen Ende der Dreharbeiten wurden weite Teile der Strandszenen in Kapstadt in Südafrika gedreht.
Am Drehort Coummenole Beach, Dunmore Head, weist heute an der Straße ein Schild auf die Dreharbeiten von „Star Wars“ hin. Die erste Liebesszene wurde, obwohl sie in einem Wald spielt, in einem Tanzsaal in der Gemeinde Muiri gedreht. Für die Sturmszenen wurde eine von Freddie Young modifizierte Kentscheibe (Schleuderscheibe) vor der Kamera verwendet. Roy Stevens, der die Sturmszenen drehte und der hierfür auch die Credits im Vorspann erhielt, weil sich Lean zu der Zeit des Sturmes in Südafrika aufhielt, orientierte sich an den Aufnahmen von Flahertys „Die Männer von Aran“. Lean war von den Aufnahmen einerseits begeistert, andererseits derart neidisch auf die Arbeit von Stevens, das er mit ihm zu dessen Verwunderung zwei Jahre kein Wort sprach.

## Synchronisation
Die deutschsprachige Synchronfassung entstand 1970 anlässlich der deutschen Kinopremiere.
| Rolle                                 | Schauspieler      | Synchronsprecher       |
| ------------------------------------- | ----------------- | ---------------------- |
| Charles Shaughnessy                   | Robert Mitchum    | Edgar Ott              |
| Rosy Ryan                             | Sarah Miles       | Maria Körber           |
| Pfarrer Collins                       | Trevor Howard     | Arnold Marquis         |
| Major Randolph Doryan                 | Christopher Jones | Norbert Langer         |
| Michael                               | John Mills        | Gerd Martienzen        |
| Thomas Ryan, Rosys Vater              | Leo McKern        | Martin Hirthe          |
| Tim O’Leary                           | Barry Foster      | Jürgen Thormann        |
| Captain Smith, Doryans Vorgänger      | Gerald Sim        | Friedrich Schoenfelder |
| Mrs. McCardle, Ladeninhaberin         | Marie Kean        | Alice Treff            |
| Mr. McCardle, Ladeninhaber            | Arthur O’Sullivan | Fritz Tillmann         |
| Pat, O’Learys Fahrer                  | Douglas Sheldon   | Claus Jurichs          |
| Corporal (fährt und begleitet Doryan) | Barry Jackson     | Klaus Sonnenschein     |
| Sean                                  | Emmet Bergin      | Joachim Pukaß          |

## Rezeption
In einer sich wandelnden Filmindustrie, unter anderem durch das New-Hollywood-Kino und die internationalen 68er-Bewegungen, wurde Ryans Tochter von vielen Kritikern als altmodischer und kitschiger Film gesehen. Die negativen Reaktionen veranlassten Lean seiner Aussage nach dazu, vierzehn Jahre lang (bis zu Reise nach Indien) keinen Film mehr zu drehen. Entgegen dieser Aussage bemühte er sich allerdings in der Folgezeit dennoch um eine zweiteilige Verfilmung von Richard Alexander Houghs Roman Captain Bligh and Mr Christian, wie auch von Jenseits von Afrika. Diese Projekte kamen allerdings aufgrund von Schwierigkeiten mit Dino de Laurentiis und Sam Spiegel nicht zustande. Heute sprechen einige Kritiker bei Ryans Tochter als einem übersehenen Meisterwerk.

„Überdimensionaler, optisch und akustisch aufwendiger Film im Schiwago-Stil. Im ersten Teil gelungen, im zweiten bis zu Kolportage und Kitsch abgleitend.“

„Ein monumentales Melodram (…), mit dem David Lean an die breite Epik – und an den Erfolg – von ‚Doktor Schiwago‘ anzuknüpfen versuchte. Großartige Landschaftsaufnahmen und die handwerkliche Souveränität des Regisseurs verdecken nicht immer die trivialen Züge der Story.“

„Exzellente Bilder. Ein selbstgefälliger und langweiliger Film und eine Riesenenttäuschung von einem großen Regisseur. Mitchum wirkt, als denke er über alles nach, bloß nicht über den Film.“

„„Regisseur Lean (…) erzählt das opulent, optisch und akustisch beeindruckend, jedoch zu bombastisch und im letzten Teil auch kitschig (…).“ Wertung: 2½ Sterne = überdurchschnittlich“

„Es ist, als werde unter großem Zeremoniell von einer geräuschlosen Dienerschar auf einem riesigen silbernen Tablett ein Mettbrötchen gereicht […] Aber ein Mettbrötchen bleibt nun mal ein Mettbrötchen, wird durch keine Tricks zu einem Filet à la Jardinière. So bleiben peinliche Bemühungen und die Lust, einmal den Urlaub in Irland zu verbringen.“

„Kein Meisterwerk, aber ‚Ryans Tochter’, um es deutlich zu sagen, verdient nicht den Spott, der über sie ausgegossen wird, weder Rosy Ryan in der Erzählung, noch der Film selbst. Obwohl sie Brüche hat und vor allem um eine halbe Stunde (wenigstens) gekürzt werden sollte, bleibt ‚Ryans Tochter‘ ein großes originales Kinoereignis und ein herausragendes Beispiel für die Arbeit bedeutender Talente nahe dem Gipfel ihrer Möglichkeiten. Aber wirklich wichtig ist, dass dieser Film in 70 mm konzipiert, gedreht und aufgeführt wurde.“

„Exzellent inszeniertes und fotografiertes Meta-Melodram“

## Auszeichnungen
- 1971: Golden Globe für den Besten Nebendarsteller (John Mills)
- 1971: Golden-Globe-Nominierung für den Besten Nebendarsteller (Trevor Howard)
- 1971: Oscar für den Besten Nebendarsteller (John Mills)
- 1971: Oscar für die Beste Kamera
- 1971: Oscar-Nominierung in der Kategorie Beste Hauptdarstellerin (Sarah Miles)
- 1971: Oscar-Nominierung in der Kategorie Bester Ton
- 1971: David di Donatello für den Besten ausländischen Film

## Soundtrack
- Maurice Jarre: Ryan’s Daughter. Original Motion Picture Soundtrack. Auf ders.: Doctor Zhivago & Ryan's Daughter. Original MGM Soundtrack Recordings. EMI 1989, Tonträger-Nr. CDP 7932982 – Originalaufnahme der Filmmusik unter der Leitung des Komponisten

## DVD-Veröffentlichung
- Ryans Tochter. Special Edition. 2-DVD-Set. Warner Home Video 2006.